# Unisciel
Unisciel (« UNIversité des SCIences En Ligne ») est l'une des sept universités numériques thématiques françaises. Elle est consacrée aux champs disciplinaires suivants : mathématiques, informatique, physique, chimie, SVT (sciences de la vie : biologie ; sciences de la Terre et de l'Univers : géologie, astrophysique).
L'UNT propose des ressources ouvertes à tous et cible des usages par les étudiants, les enseignants, les établissements ou le grand public.

## Ressources pédagogiques et dispositifs de soutien à la formation
Unisciel propose 4 000 ressources pédagogiques, soit en accès direct, soit intégrées à des dispositifs de soutien à la formation :
- socles : une plateforme de cours qui couvre une part importante des programmes dans les enseignements scientifiques de niveau licence ;
- licence type : une sélection de ressources pédagogiques identifiées et catégorisées comme étant utiles pour un certain niveau et une certaine discipline ;
- Lexico : glossaire français / anglais en sciences ;
- tests de positionnement : à travers la plateforme publique faq2sciences ou par une banque de questions diffusée aux établissements partenaires, permet de vérifier les acquis des étudiants qui entrent dans l'enseignement supérieur.

## Attractivité des sciences et diffusion de la culture scientifique
Unisciel œuvre aussi en faveur de l'attractivité des sciences et de la diffusion d'une culture scientifique pour le grand public, par exemple à travers la diffusion de séries vidéos ou contenus pédagogiques de vulgarisation scientifique :
- Kezako : série vidéo d'explication de phénomènes quotidiens par les sciences ;
- Physique à main levée : série vidéo d'expériences scientifiques ;
- QuidQuam : MOOC pour « comprendre le monde au quotidien », la première édition a été mise en œuvre en 2014 sur la plateforme France université numérique[2] ;
- Sciences Express' : jeu sérieux qui met en valeur des ressources pédagogiques Unisciel pour répondre à des énigmes